# Tomorrow X Together
Tomorrow X Together (кор. 투모로우바이투게더; також TXT) — південнокорейський бой-бенд, створений у 2019 році компанією Big Hit Entertainment. У гурті п'ять учасників: Йонджун, Субін, Бомґю, Техьон і Хюнін Кай. TXT стали першим гуртом Big Hit Entertainment з моменту дебюту BTS у 2013 році. Дебют ТХТ відбувся 4 березня 2019 року з мініальбомом The Dream Chapter: Star.

## Назва
Назва гурту — це акронім від фрази «Tomorrow X Together». На корейській мові назва виглядає як «투모로우바이투게더», або ж фраза «завтра» (англ. Tomorrow X Together) на хангилі. Повна назва групи англійською звучить так само, як і корейською. Згідно з поясненнями Big Hit Entertainment, ця назва відображає ідею всіх учасників «зібратися разом з єдиною мрією з надією побудувати нове „завтра“». Назва також відображає задум того, що всі учасники відрізняються один від одного, але разом формують синергію і мріють побудувати нове завтра.
Фандом називається MOA, що розшифровується як «Moments of Alwaysness».

## Кар'єра

### Пре-дебют
Плани для дебюту нової чоловічої групи були розкриті засновником Big Hit Entertainment, Бан Шіхьоком ще в 2017 році. Офіційно плани з запуску колективу були анонсовані в листопаді 2018 року, а сам дебют повинен був відбутися на початку 2019 року. Пізніше було повідомлено, що в групі буде п'ять учасників, і що дебют відбудеться в березні, проте агентство спростувало цю інформацію. 10 січня 2019 року TXT були офіційно представлені через вебсайт. У наступні десять днів були представлені інтро-відео з кожним учасником. В кінці був представлений тизер з усім фінальним складом: Йонджуном, Субіном, Бомґю, Каєм і Техьоном.

### 2019—2020: Дебют зThe Dream Chapter: StarіThe Dream Chapter: Magic
7 лютого Big Hit підтвердив офіційну дату дебюту — 4 березня. Дебютне шоу транслювалося на телеканалі Mnet, також було анонсовано назва дебютного мініальбому − Dream Chapter: Star. Дебютний шоукейс був проведений 5 березня в Yes24 Hall. 21 лютого був опублікований трекліст майбутнього альбому. 26 лютого вийшов перший тизер відеокліпу «어느날 머리에서 뿔이 자랐다 (CROWN)». Також було повідомлено, що за три дні (з 19 по 22 лютого) було передзамовлено більше 100 тисяч копій альбому. Дебют гурту на сцені відбувся 7 березня 2019 року на шоу Mnet M Countdown. 12 березня, через вісім днів після дебюту, TXT взяли свою першу нагороду на The Show.
Через тиждень після випуску свого альбому гурт дебютував на першому місці у таких чартах Billboard: Emerging Artists, World Albums і World Digital Song Sales та на 140-му — у чарті Billboard 200, що зробило їх першим чоловічим кей-поп гуртом, який з такою швидкістю досяг таких високих позицій у чартах.
24 квітня вийшов відеокліп «Cat & Dog». 3 травня вийшла англійська версія «Cat & Dog», а разом з нею і кліп.
25 квітня було оголошено, що фан-клуб гурту називається «ONE YOUNG». Однак, цю назву було анульовано, тому що вона збігалася з назвою фан-клубу айдолки Тіфані. 22 серпня з'явилася нова назва фан-клубу — «МОА».
9 травня в Нью-Йорку в рамках туру «Tomorrow x Together Showcase: Star in US» ТХТ провели шоукейс. Крім Нью-Йорка, група відвідала ще 5 міст США: Чикаго, Орландо, Атланта, Даллас і Лос-Анджелес. Тур пройшов з 9 по 24 травня.
8 серпня 2019 року компанія Big Hit Entertainment оголосила, що спочатку вони планували випустити новий альбом в серпні, але внаслідок того, що в учасника Субіна був діагностований інфекційний кон'юнктивіт, а Йонджун страждав від болю у спині, він був перенесений на вересень. 20 серпня Big Hit оголосила, що у Техьона і Хюнін Кая теж був діагностований кон'юнктивіт. Таким чином, перенесення дати виходу альбому з вересні на жовтень «стало неминучим».

### 2020: Дебют в Японії іThe Dream Chapter: ETERNITY
15 січня група дебютувала в Японії з синглом «Magic Hour», до якого увійшли японські версії пісень «Run Away», «Crown» та «Angel or Devil». Сингл-альбом дебютував на першому місці у Oricon Daily Chart та на другому місці у Oricon Weekly Singles Chart.
27 квітня підтвердилася інформація про повернення ТХТ з новим мініальбомом. 10 травня вийшов перший тизер відеокліпу «'세계가 불타버린 밤, 우린…' (Can't You See Me?)» 12 травня вийшов другий тизер. 14 травня вийшов трек-лист майбутнього альбому. 18 травня група повернулася з новим мініальбомом The Dream Chapter: Eternity. 26 травня вони взяли свою першу нагороду з новим мініальбомом на The Show, а 27 травня — на Show Champion.
3 червня відбулася прем'єра кліпу «'동물원을 빠져나온 퓨마' (Puma)».

### 2021:Still Dreaming,The Chaos ChapterтаChaotic Wonderland
20 січня 2021 року відбувся реліз Still Dreaming - японського альбому гурту. Цей реліз посів перше місце у японському чарті альбомів Oricon та отримав золоту сертифікацію RIAJ. Також він потрапив на 173 позицію Billboard 200, що зробило TXT другим корейським гуртом в історії, чий японський реліз опинився у американському музичному чарті.
31 травня вийшов другий повноформатний альбому гурту The Chaos Chapter: Freeze, з головною піснею «0X1=Lovesong (I Know I Love You)». Цей альбом посів 5-те місце у чарті Billboard 200 — це була найвища позиція серед усіх релізів гурту. Також цей альбом став тричі платиновим у Кореї.
17 серпня 2021 вийшов альбом-перевидання мініальбому The Chaos Chapter: Freeze під назвою The Chaos Chapter: Fight or Escape. Головною піснею стала «LO$ER=LOVER».
3 жовтня 2021 року гурт провів свій перший концерт ACT: BOY, який також на спеціальній платформі транслювався у 126 країнах світу.
10 листопада вийшов перший японський мініальбом Chaotic Wonderland, який містив як японські версій корейських пісень гурту, так і оригінальні композиції японською та англійською мовами.
24 листопада 2021 року TXT здобули нагороду 2021 Men of the Year Pop Icon від GQ Japan.

### 2022–донині:Minisode 2: Thursday's Childта перший світовий тур
14 березня 2022 було оголошено, що Йонджун буде новим ведучим на шоу SBS Inkigayo разом з Но Чоний та Со Бомчжуном.
23 березня 2022 TXT стали першим чоловічим K-pop гуртом, що потрапив до чарту Billboard Song Breaker Chart.
Гурт випустив свій четвертий мініальбом Minisode 2: Thursday's Child з головним синглом «Good Boy Gone Bad» 9 травня 2022. 20 квітня 2022, через шість днів після анонсу, кількість попередніх замовлень альбому перевищила 810 000 копій. Для підтримки мініальбому гурт вирушив у свій перший світовий тур Act: Lovesick, що розпочався 2 липня. 22 липня TXT випустили англомовний сингл «Valley of Lies» спільно з пуерториканським репером Iann Dior.  30 липня 2022 TXT стали першим K-pop гуртом, що виступив на музичному фестивалі Lollapalooza у Чикаго, США.
31 серпня TXT випустили свій третій японський сингл «Good Boy Gone Bad» was released. До видання увійшли три пісні - японська версія  «Good Boy Gone Bad» та дві оригінальні японські пісні «Hitori no Yoru» та «Kimi janai dareka no (Ring)». Пісня «Ring» була використана у японському шоу Heart Signal Japan, що виходить на стримінговвому сервісі Abema. Це шоу є рімейком японського реаліті-шоу Heart Signal.
У грудні стало відомо, що гурт випустить свій п'ятий мініальбом The Name Chapter: Temptation 27 січня 2023.

## Учасники
| Сценічний псевдонім | Сценічний псевдонім | Сценічний псевдонім | Справжнє ім'я   | Справжнє ім'я     | Справжнє ім'я | Дата народження            | Позиція в гурті |
| Українською         | Латиницею           | Хангилем            | Українською     | Латиницею         | Хангилем      | Дата народження            | Позиція в гурті |
| ------------------- | ------------------- | ------------------- | --------------- | ----------------- | ------------- | -------------------------- | --------------- |
| Субін               | Soobin              | 수빈                | Чхве Субін      | Choi Soobin       | 최수빈        | 5 грудня 2000 (24 роки)    | Лідер           |
| Йонджун             | Yeonjun             | 연준                | Чхве Йонджун    | Choi Yeonjun      | 최연준        | 13 вересня 1999 (25 років) | -               |
| Бомґю               | Beomgyu             | 범규                | Чхве Бомґю      | Choi Beomgyu      | 최범규        | 13 березня 2001 (24 роки)  | -               |
| Техьон              | Taehyun             | 태현                | Кан Техьон      | Kang Taehyun      | 강태현        | 5 лютого 2002 (23 роки)    | -               |
| Хюнін Кай           | Huening Kai         | 휴닝카이            | Кай Камал Хюнін | Kai Kamal Huening | 정카이        | 14 серпня 2002 (22 роки)   | Макне           |

## Дискографія

### Корейські альбоми

#### Студійні альбоми
- The Dream Chapter: Magic (2019)
- The Chaos Chapter: Freeze (2021)

#### Мініальбоми
- The Dream Chapter: Star (2019)
- The Dream Chapter: Eternity (2020)
- Minisode1: Blue Hour (2020)
- minisode 2: Thursday's Child (2022)

#### Перевидання (репак-альбоми)
- The Chaos Chapter: Fight or Escape (2021)

### Японські альбоми

#### Студійні альбоми
- Still Dreaming (2021)

#### Мініальбоми
- Chaotic Wonderland (2021)

## Фільмографія

### Телевізійні шоу
| Рік  | Назва                       | Нотатки                                                               | Прим.  |
| ---- | --------------------------- | --------------------------------------------------------------------- | ------ |
| 2019 | One Dream.TXT               | Реаліті-шоу, що зосереджено на TXT, 8 серій                           | [ 49 ] |
| 2021 | Playground                  | Разом з Enhypen; спеціальне шоу до Корейського нового року, 2 епізоди | [ 50 ] |
| 2021 | To Do X Tomorrow X Together | Реаліті-шоу, виходить                                                 | [ 51 ] |

### Онлайн шоу
| Рік        | Назва                                        | Нотатки                                                                | Прим.         |
| ---------- | -------------------------------------------- | ---------------------------------------------------------------------- | ------------- |
| 2019–т. ч. | Talk X Today                                 | Реаліті-шоу, що зосереджено на TXT, 5 сезонів                          | [ 52 ] [ 53 ] |
| 2020–т. ч. | To Do X Tomorrow X Together                  | Реаліті-шоу, виходить                                                  | [ 54 ]        |
| 2020       | Weekly TXT                                   | Японське реаліті-шоу                                                   | [ 55 ]        |
| 2020       | Talk X Today Zero                            | Реаліті-шоу, бонус-сезон (предебют), 3 епізоди                         | [ 56 ]        |
| 2021       | Tomorrow X Together Map for "Still Dreaming" | Японське документальне шоу про підготовку до Still Dreaming, 4 епізоди | [ 57 ]        |
| 2021       | Smash. Restaurant                            | Японське шоу                                                           | [ 58 ]        |
| 2022       | Backstage                                    | Шоу за лаштунками разом з Enhypen                                      | [ 59 ]        |
| 2022       | Smash. Villa                                 | Японське щотижневе шоу                                                 | [ 60 ]        |

### Шоу на радіо
| Рік  | Назва                    | Нотатки             | Прим.  |
| ---- | ------------------------ | ------------------- | ------ |
| 2019 | Tomorrow X Together Show | Діджеї              | [ 61 ] |
| 2021 | Listen                   | Діджеї              | [ 62 ] |
| 2021 | Kiss The Radio           | Діджеї 25-31 жовтня | [ 63 ] |

## Концерти та тури

### Концертні тури
- Act: Lovesick (2022)[64]

### Концерти
| Дата          | Назва   | Місто                     | Країна                    | Місце проведення / Мережа | Прим.  |
| ------------- | ------- | ------------------------- | ------------------------- | ------------------------- | ------ |
| 3 жовтня 2021 | ACT:BOY | Всесвітній онлайн-концерт | Всесвітній онлайн-концерт | VenewLive                 | [ 65 ] |

### Фан-лайви
| Дата             | Назва            | Місто | Країна         | Місце проведення        | Прим.  |
| ---------------- | ---------------- | ----- | -------------- | ----------------------- | ------ |
| 7–8 березня 2020 | Dream X Together | Сеул  | Південна Корея | Bluesquare iMarket Hall | [ 66 ] |
| 6 березня 2021   | Shine X Together | Сеул  | Південна Корея | Bluesquare iMarket Hall | [ 67 ] |
| 5–6 березня 2022 | Moa X Together   | Сеул  | Південна Корея | Olympic Hall            | [ 68 ] |

### Участь у концертах
- 2021 New Year's Eve Live (організатор Weverse)[69]
- 2022 Weverse Con [New Era][70]
- 2022 Lollapalooza[45]
- 2022 Summer Sonic Festival[71]